# Eugenia galbaoensis
Eugenia galbaoensis är en myrtenväxtart som beskrevs av Joáo Rodrigues de Mattos. Eugenia galbaoensis ingår i släktet Eugenia och familjen myrtenväxter.
Artens utbredningsområde är Franska Guyana. Inga underarter finns listade i Catalogue of Life.